# Картографска пројекција
Картографска пројекција је математички начин приказивања Земљине површине, тј. њеног елипсоида на раван. Пренос се врши на основу зависности између координатних тачака на обема површинама – у виду пројекције. Будући да је Земљину површину немогуће пренети на равну површину без одређених раскидања, набирања и неправилности, неизбежне су одређене деформације геометријских својстава фигуре на раван. У пројекцији карте, координате, често изражене као географска ширина и дужина, локација са површине глобуса се трансформишу у координате на равни. Пројекција је неопходан корак у креирању дводимензионалне карте и један је од битних елемената картографије.
Све пројекције сфере на раван нужно искривљују површину на неки начин и у одређеној мери. У зависности од сврхе мапе, нека изобличења су прихватљива, а друга нису; стога постоје различите картографске пројекције да би се очувале неке особине тела облика сфере на рачун других својстава. Проучавање картографских пројекција првенствено се бави карактеризацијом њихових изобличења. Нема ограничења у броју могућих пројекција карте.‍:1
Већина овог чланка претпоставља да је површина која се мапира површина сфере. Земља и друга велика небеска тела се генерално боље моделују као спљоштени сфероиди, док мали објекти као што су астероиди често имају неправилне облике. Површине планетарних тела могу се мапирати чак и ако су превише неправилне да би се добро моделовале сфером или елипсоидом. Према томе, уопштеније, пројекција карте је било који метод изравнавања непрекидне закривљене површине на раван.
Најпознатија пројекција карте је Меркаторова пројекција.‍:45 Ова пројекција карте има својство да је конформна. Међутим, критикована је током читавог 20. века због увећања региона удаљених од екватора.‍:156–157 За разлику од тога, пројекције једнаких површина као што су синусоидна и Гал–Петерсова пројекција показују коректне међусобне величине земаља, али са изобличеним угловима. Национално географско друштво и већина атласа фаворизују пројекције мапа које праве компромис између изобличења површине и угла, као што су Робинсонова и Винкелова трострука пројекција.

## Метричке особине карата
Многа својства могу се измерити на површини Земље независно од њиховог географског положаја: површина, облик, правац, азимут, удаљеност

### Друге метрике изобличења
Описани су многи други начини приказивања изобличења у пројекцијама. Као и Тисотова индикатриса, Голдберг-Готова индикатриса је заснована на инфинитезимима и приказује изобличења и искошености (савијања и косине) дисторзија.
Уместо оригиналног (увећаног) бесконачно малог круга као у Тисотовој индикатриси, неке визуелне методе пројектују коначне облике који обухватају део карте. На пример, мали круг фиксног радијуса (нпр. угаони радијус од 15 степени).. Понекад се користе сферни троуглови.
У првој половини 20. века, пројектовање људске главе на различите пројекције било је уобичајено да би се показало како дисторзија варира у једној пројекцији у поређењу са другом. У динамичким медијима, облици познатих обала и граница могу се превући преко интерактивне карте да би се показало како пројекција искривљује величине и облике у складу са положајем на мапи.
Други начин да се визуализује локално изобличење је кроз сиве нијансе или градације боја чија нијанса представља величину угаоне деформације или површинске инфлације. Понекад се обе приказују истовремено мешањем две боје да би се направила биваријантна мапа.
Измерити дисторзију на глобалном нивоу у различитим областима уместо у само једној тачки нужно подразумева избор приоритета за постизање компромиса. Неке шеме користе дисторзију удаљености као замену за комбинацију угаоне деформације и површинске инфлације; такве методе произвољно бирају које путеве да мере и како да их пондеришу да би произвеле резултат. Многи приступи су описани.

## Елипсоид и геоид
То што Земља није савршена лопта већ је спљоштена у елипсоид много компликује прављење пројекција. Детаљи рељефа (неравнине које чине планине и океани) додатно искривљују површину планете и још више отежавају верно преношење простора на равну површину карте.
Први картографи нису много знали о стварном облику Земље па су карте цртали произвољно, ослањајући се на добро познате оријентационе тачке. Међутим, развојем картографије добио се све прецизнији математички опис облика Земље. Испоставило се да елипсоид није погодан за картографски опис земљине површине, јер елипсоиди, ма колико тачни били, одступају од стварног облика Земље. Стварни облик Земље је назван геоид. Површина геоида није правилна, већ прати гравитационе силе. Мерењима гравитационог поља путем сателита установљен стварни геоид планете.

## Географски координатни систем и датум
У практичној картографији се и даље користе елипсоиди. Међутим, свака карта поред елипсоида који дефинише облик Земље, мора имати и дефинисан координатни систем, који зовемо геодезијски или картографски датум.

## Подела пројекција
Картографске пројекције могу се поделити на неколико начина:
- према карактеру деформација
  - Конформне (угловерне, равноугаоне)
  - Еквивалентне
  - Еквидистантне
  - Произвољне (еквидистантна)
- према начину конструисања картографске мреже
  - Азимутне
  - Цилиндричне
  - Конусне
- према неком посебно постављеном услову
  - Псеудоцилиндричне
  - Псеудоконусне
  - Произвољне (конвенционалне)
  - Поликонусне
  - Пројекција међународне карте
  - Изведене
- пројекције крупноразмерних карата
  - Полиедарска пројекција
  - Гаус-Кригерова пројекција

## Датум и пројекција у Србији
Свака географска карта је за сваки део планете специфично географски оријентисана, да би била прецизна за навигацију. Неопходно је да географски параметри буду прецизирани за сваки поједини регион, како би се за сваку тачку на карти могла одредити тачна географска координата. То се изводи одабиром најпогодније стандардизоване пројекције.
За подручје Србије и у земљама у окружењу (као и на топографским картама бивше Југославије) у употреби је Гаус-Кригерова (енгл. Transverse Mercator) пројекција у Херманскогел датуму који користи елипсоид Бесел 1841. На картама са овом пројекцијом координате су изражене у метрима што је практично за пренос на ГПС уређај или на друге карте.